# Вулиця Олександра Довженка (Мелітополь)
Вулиця Олекса́ндра Довже́нка — вулиця в місті Мелітополь, на Червоній Гірці. Названа на честь видатного українського кінорежисера Олександра Довженка. Є прямим продовженням вулиці Олександра Невського.

## Історія
До 1990 року нинішні вулиці Олександра Невського та Олександра Довженка утворювали одну вулицю, що мала ім'я Карла Лібкнехта. Але 19 грудня 1990 року частини вулиці, що у межах дореволюційного Мелітополя, було повернуто ім'я Олександра Невського, яке вона мала до 1921 року. Частина ж вулиці на північ від Покровської вулиці, яка до революції до меж міста не входила, зберегла ім'я Карла Лібкнехта. 2016 року вулицю перейменували на честь Довженка, згідно із законом про декомунізацію України.
Раніше вулиця Олександра Довженка проходила наскрізь через історичний центр міста, і нумерація будинків була встановлена від північного кінця, який був ближчим до центру. Тепер, коли від вулиці залишилася тільки північна частина, будинки виявилися пронумерованими від околиці до центру. Ця незвичайна нумерація зберігається досі. В результаті вулиця починається від вулиці Героїв Крут, перетинає вулиці Гоголя, Пушкіна, Коцюбинського, Шевченка, Селянську, Кизіярський струмок і переходить на вулицю Олександра Невського на перехресті з Покровською вулицею.
За адресою вулиця Олександра Довженка, 96 знаходиться відділення зв'язку № 1 (72301). По вулиці проходять автобусні маршрути №18 та 19.